# Francisco Ramírez
Francisco Ramírez, noto anche come Pancho Ramírez (Concepción del Uruguay, 13 marzo 1786 – Chañar Viejo, 10 luglio 1821), è stato un militare argentino. Conosciuto come il Supremo Entrerriano, fu un caudillo che salì al potere nella provincia di Entre Ríos durante il periodo in cui prese forma la Repubblica Argentina. Luogotenente di José Gervasio Artigas, al quale in seguito si ribellò costringendolo all'esilio, ebbe un ruolo fondamentale nella dissoluzione del sistema politico sorto dopo la Rivoluzione di Maggio a Buenos Aires; perse la vita dopo una battaglia nella quale combatté contro le truppe di un suo ex alleato, Estanislao López.

## Biografia

### L'ascesa al potere
Nato a Villa del Arroyo de la China, oggi Concepción del Uruguay, Francisco Ramírez entrò nelle milizie indipendentiste dopo la Rivoluzione di Maggio del 1810. Si unì in seguito con il fratellastro Ricardo López Jordán alle truppe con le quali José Gervasio Artigas combatteva i realisti nella Banda Oriental; quando quest'ultimo si ribellò al centralismo propugnato dal Direttorio Ramírez combatté agli ordini di Eusebio Hereñú contro l'esercito mandato da Buenos Aires. Dopo la sconfitta del Barone di Holmberg, comandante dell'esercito centralista, passò con lo stesso Hereñú a difendere la Provincia Orientale dall'invasione portoghese; nello stesso periodo aiutò Estanislao López a conquistare il potere nella provincia di Santa Fe.
Quando Hereñú scese a patti con il Direttore Supremo Juan Martín de Pueyrredón Ramírez gli si ribellò e lo sconfisse nel 1817, diventando in pratica il luogotenente di Artigas nella zona del fiume Uruguay. Con il caudillo orientale impegnato contro i portoghesi dovette così affrontare una nuova invasione da parte delle forze direttoriali; sconfisse il colonnello Luciano Montes de Oca nei pressi del fiume Uruguay e in seguito il generale Marcos Balcarce sul Paraná, per poi difendere ancora una volta il suo territorio dai portoghesi.

### La battaglia di Cepeda e il Trattato del Pilar
L'adozione da parte del Congresso nel 1819 di una Costituzione di carattere centralistico aveva intanto scatenato la rivolta dei caudillos di provincia, non disposti ad accettare il potere politico ed economico di Buenos Aires. Considerata ormai inevitabile la guerra, il nuovo Direttore Supremo José Rondeau ordinò il rientro degli eserciti nazionali impegnati in Cile e in Alto Perù, ottenendo però la disobbedienza di San Martín, comandante del primo, e l'ammutinamento del secondo.
Ramírez unì le sue forze a quelle di López e del generale cileno proscritto José Miguel Carrera e il 1º febbraio 1820 sconfisse l'esercito del Direttorio nella battaglia di Cepeda. Il nord della provincia di Buenos Aires fu così invaso dai caudillos ribelli, che giunsero in breve alle porte della città; qui Ramírez impose al comandante della piazza militare Miguel Estanislao Soler la dissoluzione del Congresso e del Direttorio.
Il 23 febbraio fu firmato dalle tre province il Trattato del Pilar, nel quale si stabiliva il federalismo come forma di governo, la creazione di un congresso di rappresentanti provinciali da tenere entro 60 giorni e la libera navigazione dei fiumi Uruguay e Paraná; un semplice generico richiamo alla lotta contro gli invasori portoghesi nella Provincia Orientale, privo di obblighi da parte dei contraenti, fu la causa scatenante della successiva guerra tra Ramírez e Artigas.

### La guerra contro Artigas
Dopo la firma del Trattato del Pilar, Artigas, sconfitto dai portoghesi a Tacuarembó il 14 febbraio 1820, sentì perdere il proprio potere personale; con i sopravvissuti alla pesante sconfitta subita si spostò ad Entre Ríos, dove riunì un proprio esercito. Dal suo accampamento mandò una durissima lettera a Ramírez, accusandolo di tradimento per essersi accordato con i suoi nemici a suo danno; questi gli rispose altrettanto duramente accusandolo di essersi nominato arbitrariamente a capo di altre province diverse dalla sua.
Con la guerra ormai dichiarata, Ramírez tentò di fermare l'avanzata di Artigas ma fu sconfitto nelle prime due battaglie ad Arroyo Grande e a Las Guachas; vinse però le successive battaglie a Sauce de Luna e alla confluenza dei torrenti Yuquerís. Il 29 luglio si lanciò sull'accampamento del nemico, che tentava un'ultima resistenza a Corrientes e lo sconfisse definitivamente, costringendolo all'esilio in Paraguay

### La rottura con López
Con una lettera del 3 dicembre 1820 Ramírez chiese alle province di Santa Fe e di Buenos Aires la consegna delle loro migliori truppe per intraprendere l'invasione del Paraguay, preludio ad una futura riconquista della Provincia Orientale; da parte loro tuttavia i governatori delle province in questione avevano stipulato il 23 novembre un'alleanza reciproca, che fu vista dal Supremo Entrerriano come una coalizione mirata a porre termine alla sua supremazia nel litorale argentino.
Nel marzo del 1821 Ramírez ordinò un'azione bellica nel territorio di Santa Fe con l'obbiettivo di rubare a López un cospicuo numero di cavalli; a maggio oltrepassò il Paraná si mise in marcia verso Rosario al comando di 1.700 uomini per intercettare le truppe di Buenos Aires, guidate dal generale Lamadrid, destinando al contempo altri 900 soldati di retroguardia all'occupazione di Santa Fe. Lamadrid fu rapidamente respinto, ma riuscì a ricongiungersi con un secondo contingente militare; la retroguardia di Ramírez, invece, subì una durissima sconfitta da parte di López. Il Supremo Entrerriano si trovò quindi circondato e privato della possibilità di tornare nella sua provincia, dopo che una squadriglia navale di Buenos Aires aveva preso il controllo del fiume Paraná.

### La morte
Trovatosi in una posizione quasi disperata, Ramírez riuscì ugualmente a respingere vittoriosamente un nuovo attacco di Lamadrid, impossessandosi di tutta la sua artiglieria e del denaro destinato al governatore di Santa Fe. Il 26 maggio quest'ultimo, rinforzato da un reparto di cavalleria di Buenos Aires, attaccò il Supremo Entrerriano costringendolo a fuggire con poche centinaia di uomini verso l'interno dell'Argentina, trovando un insperato aiuto nell'arrivo del generale Carrera, che alla guida di 700 uomini cercava le risorse per la sua progettata invasione del Cile. I due provarono ad impossessarsi della provincia di Córdoba attaccando il governatore Juan Bautista Bustos, che però si asserragliò nel forte di Cruz Alta infliggendo elevate perdite agli invasori. Di fronte all'imminenza dell'arrivo degli eserciti di Buenos Aires e Santa Fe però Ramírez e Carrera si separarono a causa di profonde divergenze di obbiettivi.
Raggiunto da una pattuglia nemica, fu attaccato a Río Seco. Secondo quanto raccontato da numerosi storiografi, Ramírez riuscì a fuggire ma, accortosi della cattura della sua compagna (la Delfina) fu ucciso nel tentativo di riscattarla.
La sua testa fu consegnata a López, che la fece imbalsamare e la espose chiusa in una gabbia di ferro nel cabildo di Santa Fe.